# Mika Ahola
Pour les articles homonymes, voir Ahola.
Mika Ahola (né le 13 décembre 1974, décédé le 15 janvier 2012), est un pilote d'Enduro professionnel finlandais.
Il est principalement connu pour avoir remporté 5 fois de suite le titre de champion du monde d'enduro, dans chacune des quatre catégories.
Avant de mourir des suites de lésions internes diagnostiquées trop tard dans un hôpital de Gérone,, ou de Barcelone, selon les sources; "Lupo" courait pour l'écurie HM-Honda Zanardo.